# Anisov
Anisov je priimek več oseb:
- Andrej Fjodorovič Anisov (1899–1942), sovjetski general
- Vladímir Fomíč Anísov (1921–2006), sovjetski polkovnik
- Lev Mihajlovič Anisov (roj. 1942), ruski pisatelj